# Callistemon pachyphyllus
Callistemon pachyphyllus är en myrtenväxtart som beskrevs av Edwin Cheel. Callistemon pachyphyllus ingår i släktet lampborstar, och familjen myrtenväxter.

## Underarter
Arten delas in i följande underarter:
- C. p. pachyphyllus
- C. p. rubrolilacinus
- C. p. viridis

## Bildgalleri

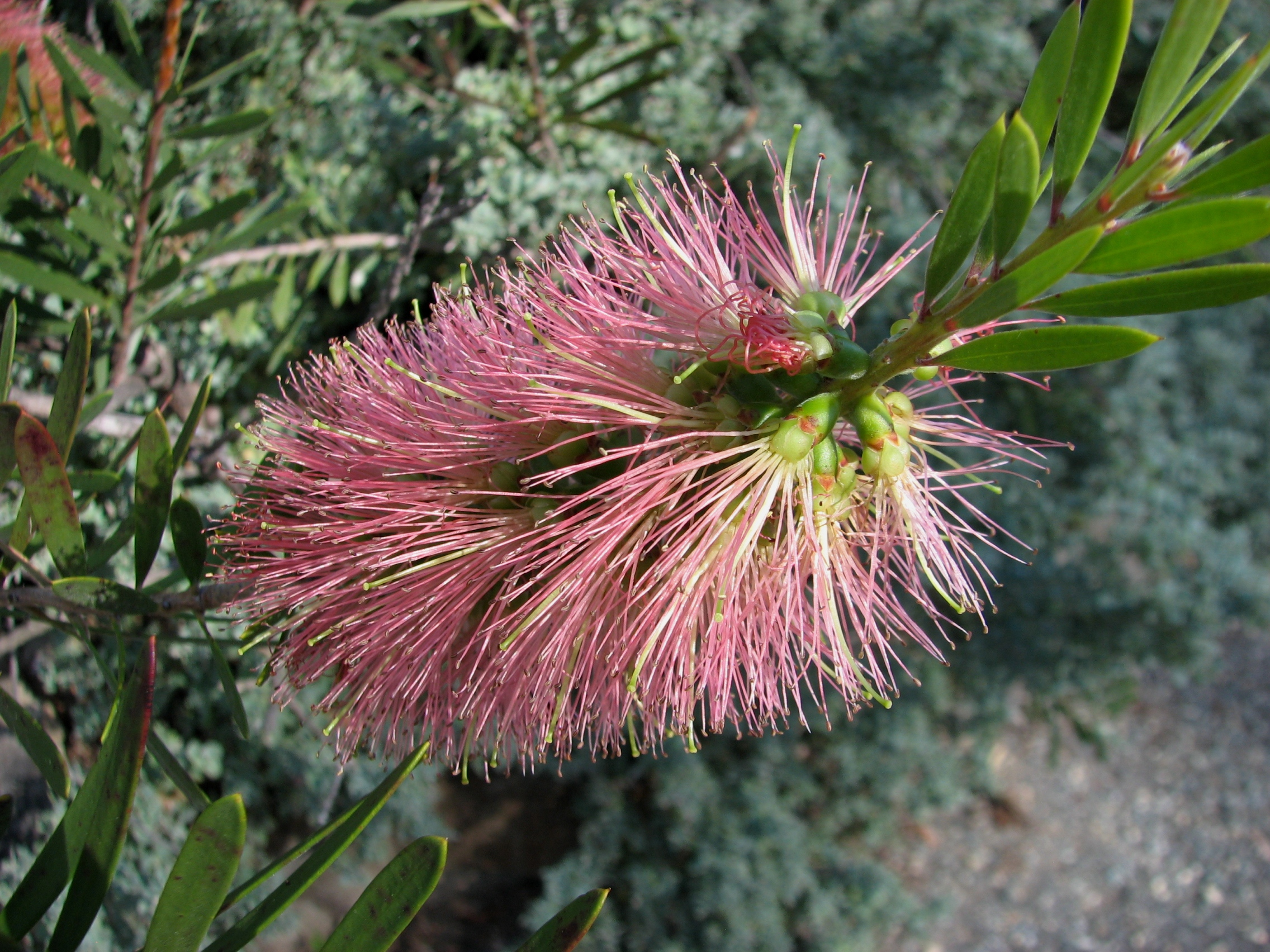
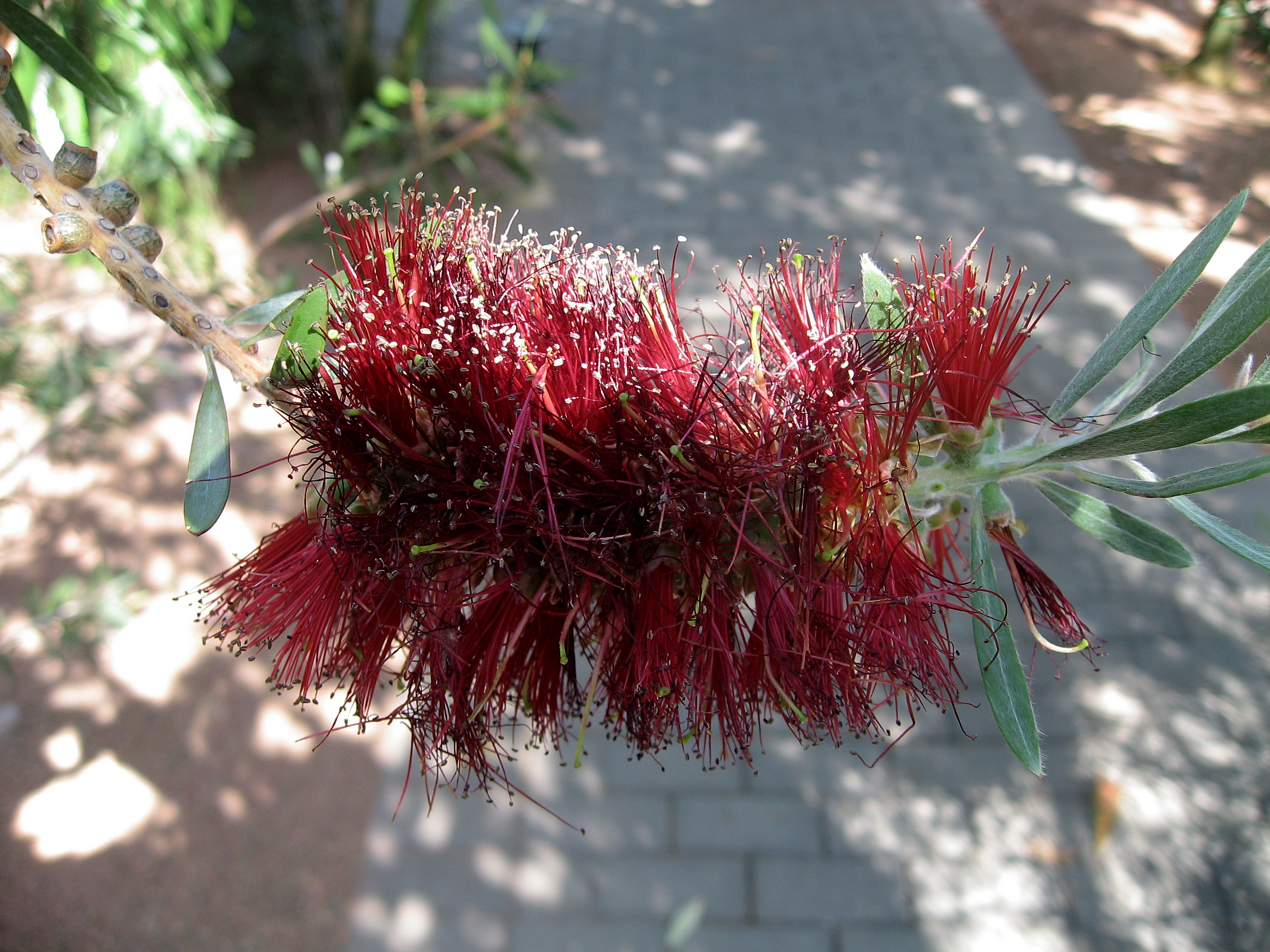